# Кастер (Монтана)
Кастер (англ. Custer) — переписна місцевість (CDP) в США, в окрузі Єллоустоун штату Монтана. Населення — 119 осіб (2020).

## Географія
Кастер розташований за координатами 46°7′44″ пн. ш. 107°33′27″ зх. д. / 46.12889° пн. ш. 107.55750° зх. д. (46.128902, -107.557378).  За даними Бюро перепису населення США в 2010 році переписна місцевість мала площу 0,67 км², уся площа — суходіл. В 2017 році площа становила 0,81 км², уся площа — суходіл.

## Демографія
Згідно з переписом 2010 року, у переписній місцевості мешкало 159 осіб у 77 домогосподарствах у складі 42 родин. Густота населення становила 236 осіб/км².  Було 81 помешкання (120/км²).
Расовий склад населення:
| - 97,5 % — білих - 1,9 % — корінних американців |

До двох чи більше рас належало 0,6 %. Частка іспаномовних становила 1,9 % від усіх жителів.
За віковим діапазоном населення розподілялося таким чином: 20,8 % — особи молодші 18 років, 55,9 % — особи у віці 18—64 років, 23,3 % — особи у віці 65 років та старші. Медіана віку мешканця становила 49,6 року. На 100 осіб жіночої статі у переписній місцевості припадало 112,0 чоловіків;  на 100 жінок у віці від 18 років та старших — 129,1 чоловіків також старших 18 років.
Середній дохід на одне домашнє господарство  становив 43 150 доларів США (медіана — 32 500), а середній дохід на одну сім'ю — 44 538 доларів (медіана — 33 125). За межею бідності перебувало 29,5 % осіб, у тому числі 53,1 % дітей у віці до 18 років та 7,7 % осіб у віці 65 років та старших.
Цивільне працевлаштоване населення становило 73 особи. Основні галузі зайнятості: сільське господарство, лісництво, риболовля — 21,9 %, освіта, охорона здоров'я та соціальна допомога — 19,2 %, мистецтво, розваги та відпочинок — 15,1 %, роздрібна торгівля — 13,7 %.